# Sony Alpha DSLR-A380
Sony Alpha DSLR-A380 — цифровой зеркальный фотоаппарат, разработанный компанией Sony. Камера относится к начальному уровню и призвана заменить снимаемую с производства А350. А380 была анонсирована в мае 2009 года, продажи начались в июле.